# Waldschloss (Waldshut)
Das Waldschloss, auch Waldschloss-Brauerei oder Brauerei-Waldschloss, war eine Gaststätte im Chaletstil mit Brauerei im Stil des Historismus in Waldshut.
Der Brauereibesitzer Reinhart Härle betrieb auf dem Ochsenbuckel die Waldschloss-Brauerei. Von seinen 13 Geschwistern waren drei seiner Brüder ebenfalls als selbständige Brauer und Mälzer tätig. Sein Bruder Clemens Härle gründete die noch heute bestehende Brauerei Clemens Härle.
Um 1899 beauftragte Reinhart Härle den Architekten Jacques Gros mit der Planung für eine Gaststätte nach dem Vorbild des Grand Hotel Dolder. Im Jahr 1903 wurde das Waldschloss eingeweiht. Es war ein beliebter Ort auf der Anhöhe über dem Hochrhein. Um 1920 ging es in den Besitz der Stadt Waldshut die hier verschiedene Schulen und letztlich dann die Waldschloss Realschule einrichtete. Zusammen mit den noch restlichen Brauereigebäuden wurde es Ende der 1970er Jahre für 1,2 Millionen DM an den Landkreis Waldshut verkauft. Nach vielen Diskussionen wurde es letztlich im Oktober 1980 abgebrochen, um Platz für das  Landratsamt Waldshut zu schaffen. Der Entwurf zu dem am 3. Mai 1984 eingeweihten Neubau stammt von dem Waldshuter Architekt Otto Thoß.